# Dirk Hoffmeister

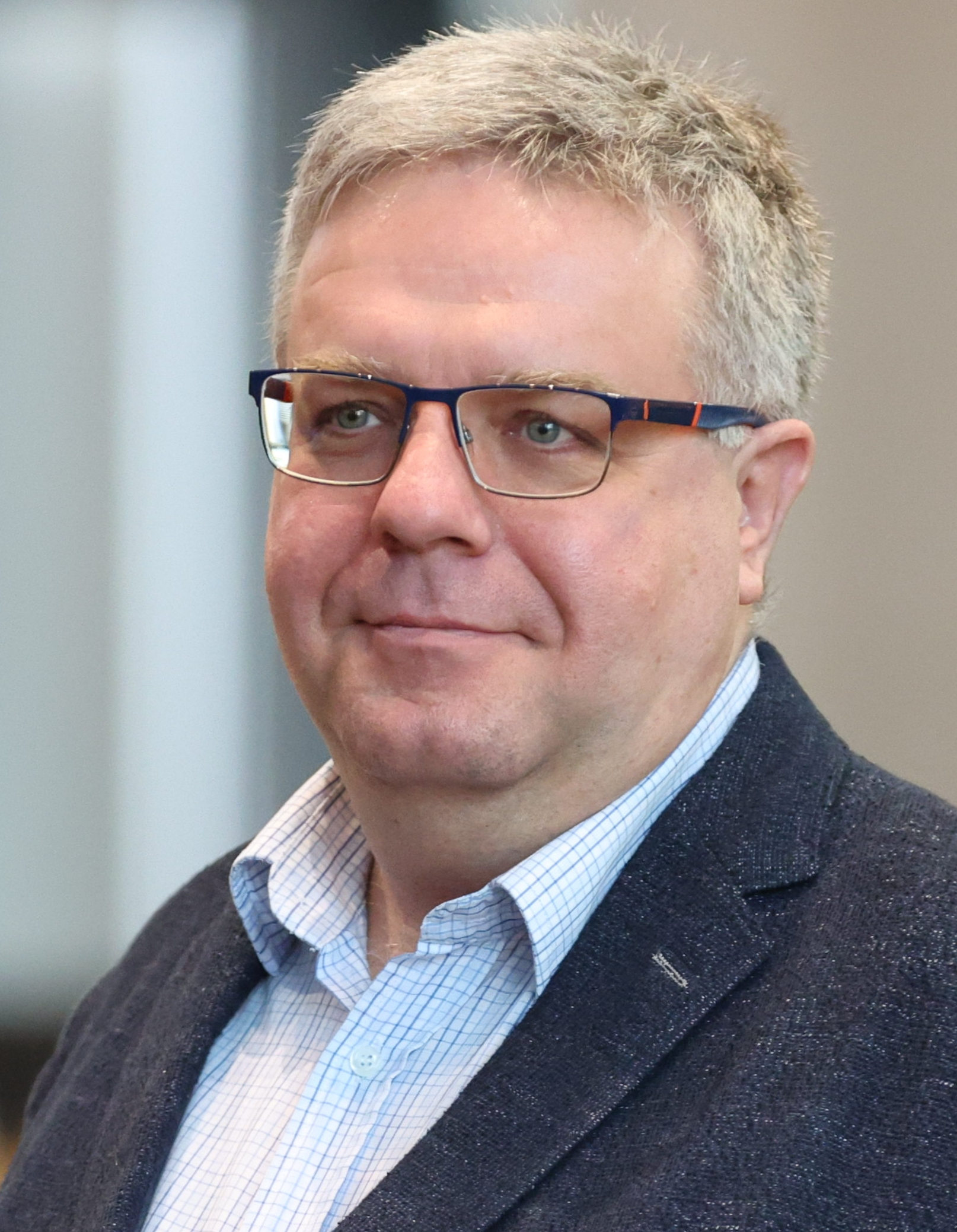
Dirk Hoffmeister (2024)

Dirk Hoffmeister (* 1973 in Mühlhausen) ist ein deutscher Gymnasiallehrer, Schulleiter a. D. und Politiker (BSW, früher SPD). Er wurde 2024 für das BSW in den Thüringer Landtag gewählt.

## Leben und Beruf
Hoffmeister ist Gymnasiallehrer für die Fächer Deutsch und Russisch. Hoffmeister studierte von 1991 bis 1996 in der Friedrich-Schiller-Universität Jena Lehramt und machte anschließend von 1997 bis 1999 sein Referendariat. Er unterrichtete bis 2003 an der Walter-Gropius-Schule in Erfurt, danach an der Karl-Volkmer-Stoy-Schule in Jena. 2014 wurde er für ein Jahr Schuldirektor der KGS Jena, allerdings nach wenigen Monaten und anhaltenden Diskussionen um seine Person von Seiten der Elternschaft wieder zurückversetzt an die Stoyschule. An der KGS hatte er bereits 1997 sein Referendariat gemacht. Bis 2024 war Hoffmeister mit einer kleinen Unterbrechung an der Karl-Volkmer-Stoy-Schule in Jena auch Abteilungsleiter für die weiterführenden Schulformen. Hoffmeister ist verheiratet und hat ein Kind.

## Politik
Dirk Hoffmeister war 20 Jahre SPD-Mitglied und ist seit dem 22. Juni 2024 Mitglied beim Bündnis Sahra Wagenknecht.
Seit der Landtagswahl in Thüringen 2024, bei der Hoffmeister vom BSW auf Listenplatz 6 aufgestellt wurde, ist er Mitglied des 8. Thüringer Landtags.